# Ángel Ramos
Ángel Ramos ist ein ehemaliger mexikanischer Fußballspieler, der vorwiegend im Mittelfeld agierte.

## Laufbahn
Ramos begann seine Profikarriere beim Deportivo Toluca FC, mit dem er in der Saison 1974/75 den mexikanischen Meistertitel gewann.
1981 wechselte er zum Puebla FC, mit dem er 1983 noch einmal mexikanischer Meister wurde und 1988 den Pokalwettbewerb gewann.
Seine letzte Saison 1988/89 verbrachte Ramos in Diensten des gerade erst in die erste Liga aufgerückten Club Santos Laguna.

## Erfolge
- Mexikanischer Meister: 1975, 1983
- Mexikanischer Pokalsieger: 1988